# Avornicului Mihály
Avornicului Mihály (Kolozsvár, 1981. október 12. –) erdélyi magyar informatikus, egyetemi oktató.

## Életpályája
2004-ben informatika szakot végzett a kolozsvári Babeș–Bolyai Tudományegyetem matematika és informatika karán, 2005-ben ugyanott mester-fokozatot szerzett. 2008-ban doktorált adatbázisokból, szintén a kolozsvári egyetem matematika és informatika karán. 2009-től adjunktus a Babeş–Bolyai Tudományegyetem közgazdaság- és gazdálkodástudományi karán, a gazdasági informatika tanszéken.

## Munkássága
Kutatási területe az adatbázisokkal kapcsolatos.

### Könyvei (válogatás)
- Avornicului Mihály: Bevezetés a C programozási nyelvbe (egyetemi jegyzet), Ábel Kiadó, Kolozsvár, 2006, ISBN 978-973-114-011-7.
- Avornicului Mihály: Informatikai rendszerek tervezése és menedzsmentje (egyetemi jegyzet), Ábel Kiadó, 1. kiadás 2007, 2. javított kiadás 2010, ISBN 978-973-114-035-3.
- Avornicului Mihály: Programozási nyelvek és környezetek (egyetemi jegyzet), Ábel Kiadó, 2007, ISBN 978-973-114-030-8.
- Avornicului Mihály: Ügyletek az interneten (egyetemi jegyzet), Ábel Kiadó, 2010, ISBN 978-973-114-113-8.
- Buzogány László, Lukács Sándor, Avornicului Mihály, Kónya Klára: Informatika ábécé, Ábel Kiadó, 2003, ISBN 973-8239-86-9.
- M. Avornicului: Programare şi dezvoltarea aplicaţiilor orientat obiect, Editura RISOPRINT, Cluj-Napoca 2005, ISBN 973-656-824-5.
- M. Avornicului: Proiectarea şi managementul sistemelor informatice, Editura RISOPRINT, Cluj-Napoca 2007, ISBN 978-973-114-035-3.

### Szakcikkei (válogatás)
- C. Avornicului, M. Avornicului: Aspects of using MDA paradigm in sistem development, InfoBUSINESS 2006 (Proceeding of International Conference on Business Information Systems), Iaşi, Oct. 2006, pp. 378–385, ISBN 978-973-703-207-2.
- C. Avornicului, M. Avornicului, C. Bologa: Aspects of using UML in database design, Competitiveness and European Integration, Cluj-Napoca, Romania, Oct. 26–27, 2007, pp. 23–26, ISBN 978-973-751-597-1.
- C. Avornicului, M. Avornicului, T. Király: Aspects of using xUML in system developmenet, Annals of the Tiberiu Popovici Seminar', Cluj-Napoca, 2006, pp. 25–29.
- C. Avornicului, M. Avornicului: The Use Of Objective Methods for Developing Events Extraction Systems, Annals of the Tiberiu Popovici Seminar, Cluj-Napoca, Oct. 10–12, 2008, pp. 11–22.
- C. Avornicului, N. Tomai, M. Avornicului: Business process modeling with Entreprise Architect, The impact of European Integration on the National Economy (Business Information Systems) Cluj-Napoca, Oct. 2005, pp. 47–55.
- D. Oprean, M. Avornicului: Engineering organizations in collaborative systems: A cybernetic approach towards corporations, KEPT, Cluj-Napoca, 2007, p. 91–98.
- M. Avornicului, The Utilization of UML Diagrams in Designing an Events Extraction System, Infocommunication Journal, Volume LXIV, Budapest, 2009, pp. 36–41.

## Külső hivatkozások
- A Babeş–Bolyai Tudományegyetem Közgazdaság- és Gazdálkodástudományi Kara magyar tagozatának honlapja
- Saját honlap